# Sussex Archaeological Society

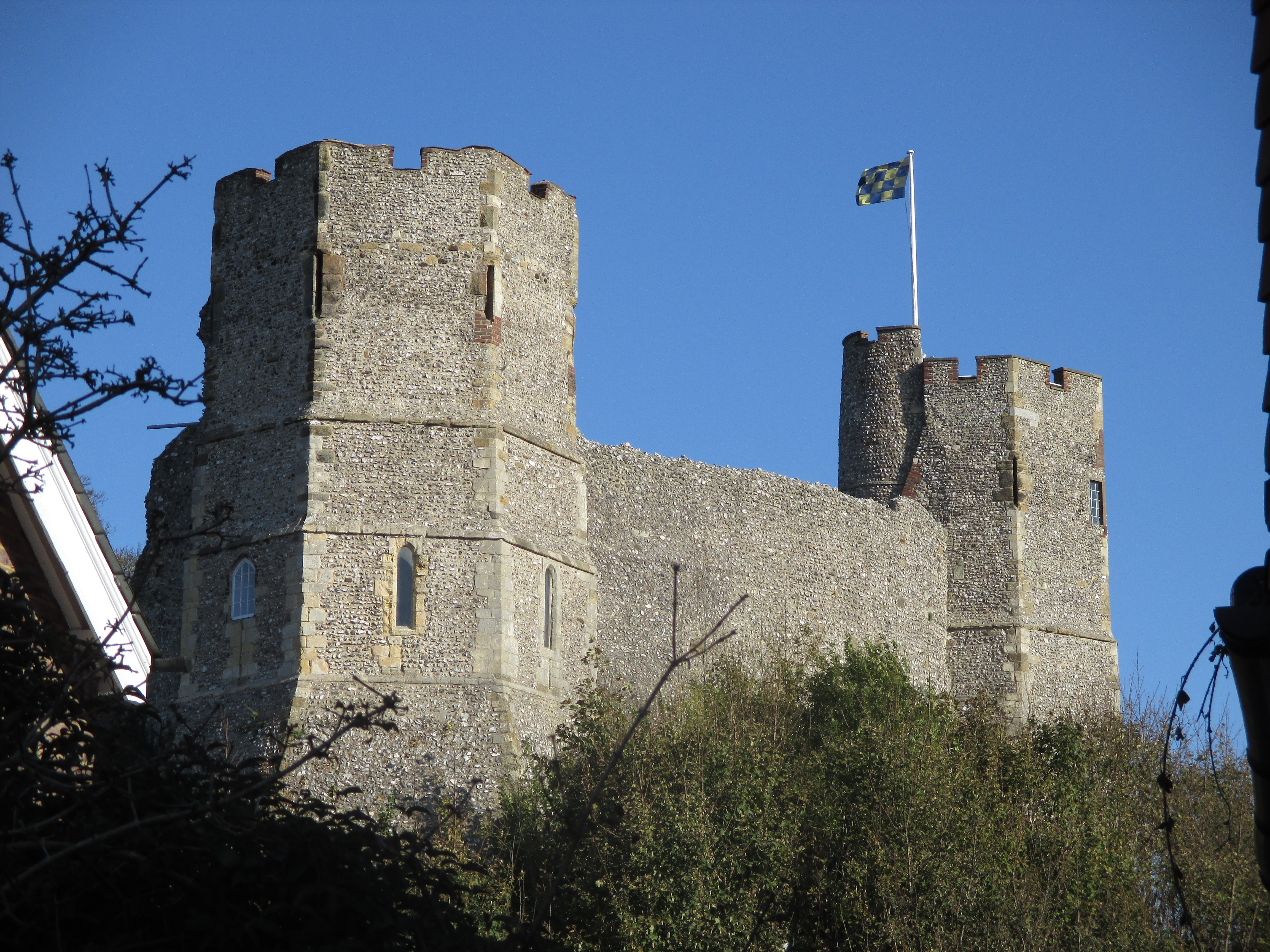
Castello di Lewes.

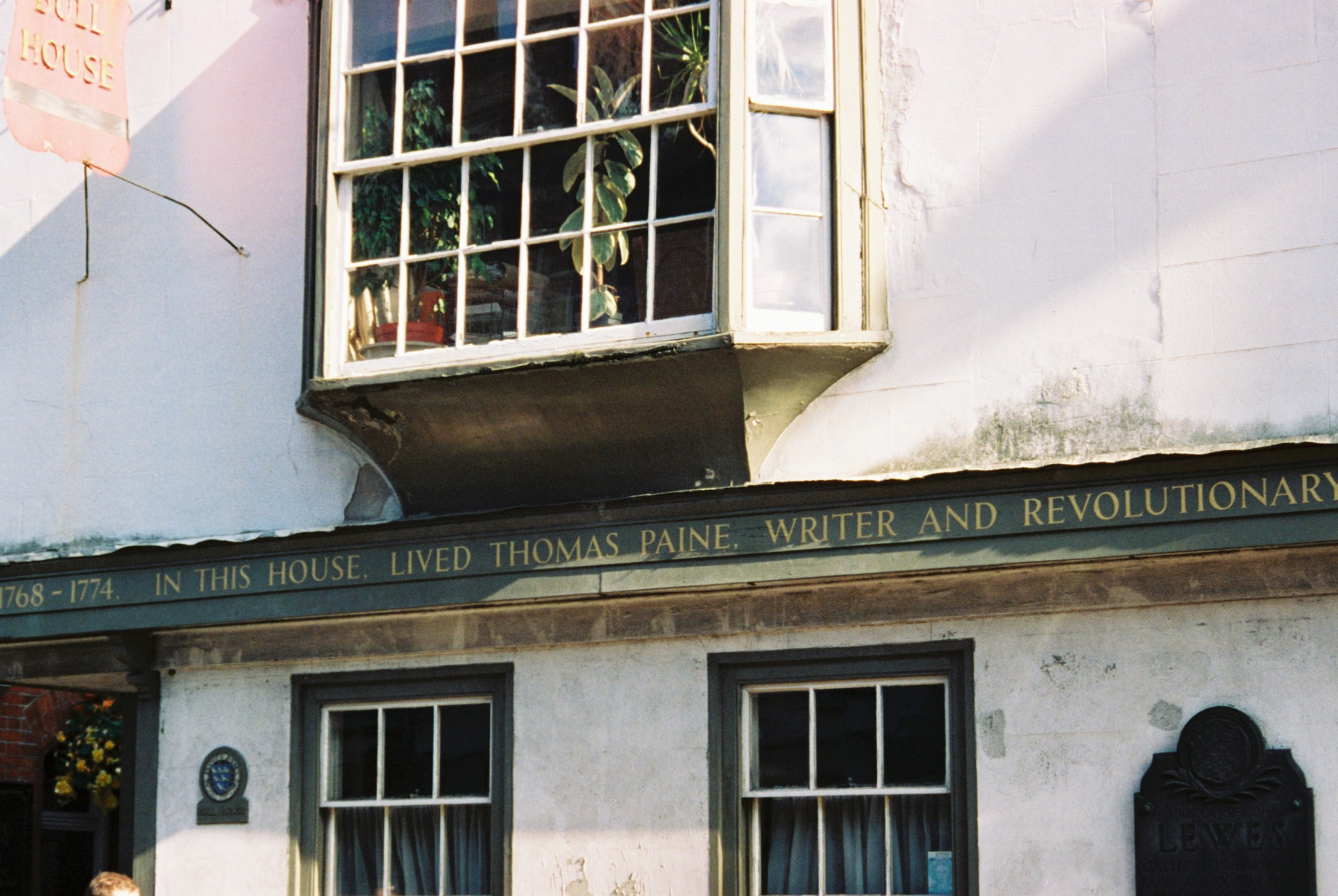
Bull House a Lewes.

La Sussex Archaeological Society (SAS), fondata nel 1846, è la più antica delle società archeologiche dell'Inghilterra. La sede è a Lewes nell'East Sussex, e fra i suoi trustees figura l'archeologo John Manley, uno dei primi ad ipotizzare che l'invasione romana della Britannia non fosse iniziata dalle coste del Kent.
Oltre a supervisionare gli scavi archeologici nel Sussex, la SAS pubblica con cadenza annuale la rivista Sussex Archaeological Collections, che viene inviata ai soci e ai sottoscrittori, ed è scambiata con le pubblicazioni delle altre società simili; inoltre gestisce l'Uomo Lungo di Wilmington e altre proprietà storiche:
- il Palazzo romano di Fishbourne;
- il Castello di Lewes;
- la casa di Anna di Clèves a Lewes;
- la Prioria di Michelham ad Hailsham;
- il Marlipins Museum a Shoreham-by-Sea;
- la Priest House a West Hoathly;
- la Bull House dove visse Thomas Paine, ora sede della società.[5]

## Tide Mills
Nel 2006 la società ha iniziato una serie di scavi e rilevamenti nella zona del villaggio abbandonato di Tide Mills nell'East Sussex, per conto del Museo di Newhaven. Oltre al mulino a marea presso il quale sorgeva il villaggio, l'area investigata comprende una stazione ferroviaria, un ospedale pediatrico, la Newhaven Seaplane Base della RAF, operativa fino alla fine della Prima guerra mondiale, e la stazione radio della Marconi Company costruita nel 1904 a Newhaven.